# Aranoethra cambridgei
Espèce
Synonymes
- Gasteracantha cambridgei  Butler, 1873

Aranoethra cambridgei est une espèce d'araignées aranéomorphes de la famille des Araneidae.

## Distribution
Cette espèce se rencontrent en Afrique de l'Ouest et en Afrique centrale.

## Étymologie
Cette espèce est nommée en l'honneur d'Octavius Pickard-Cambridge.

## Publication originale
- Butler, 1873 : A monographic list of the species of Gasteracantha or crab-spiders, with descriptions of new species. Transactions of the Royal Entomological Society of London, vol. 1873, p. 153-180 (texte intégral).